# Rue du Port-aux-Lions
La rue du Port-aux-Lions est une voie de Charenton-le-Pont, en France.

## Situation et accès
La rue du Port aux lions relie le no 9 du quai de Bercy à la rue de l’Entrepôt à l'endroit où celle-ci se prolonge par la rue Necker.

## Origine du nom

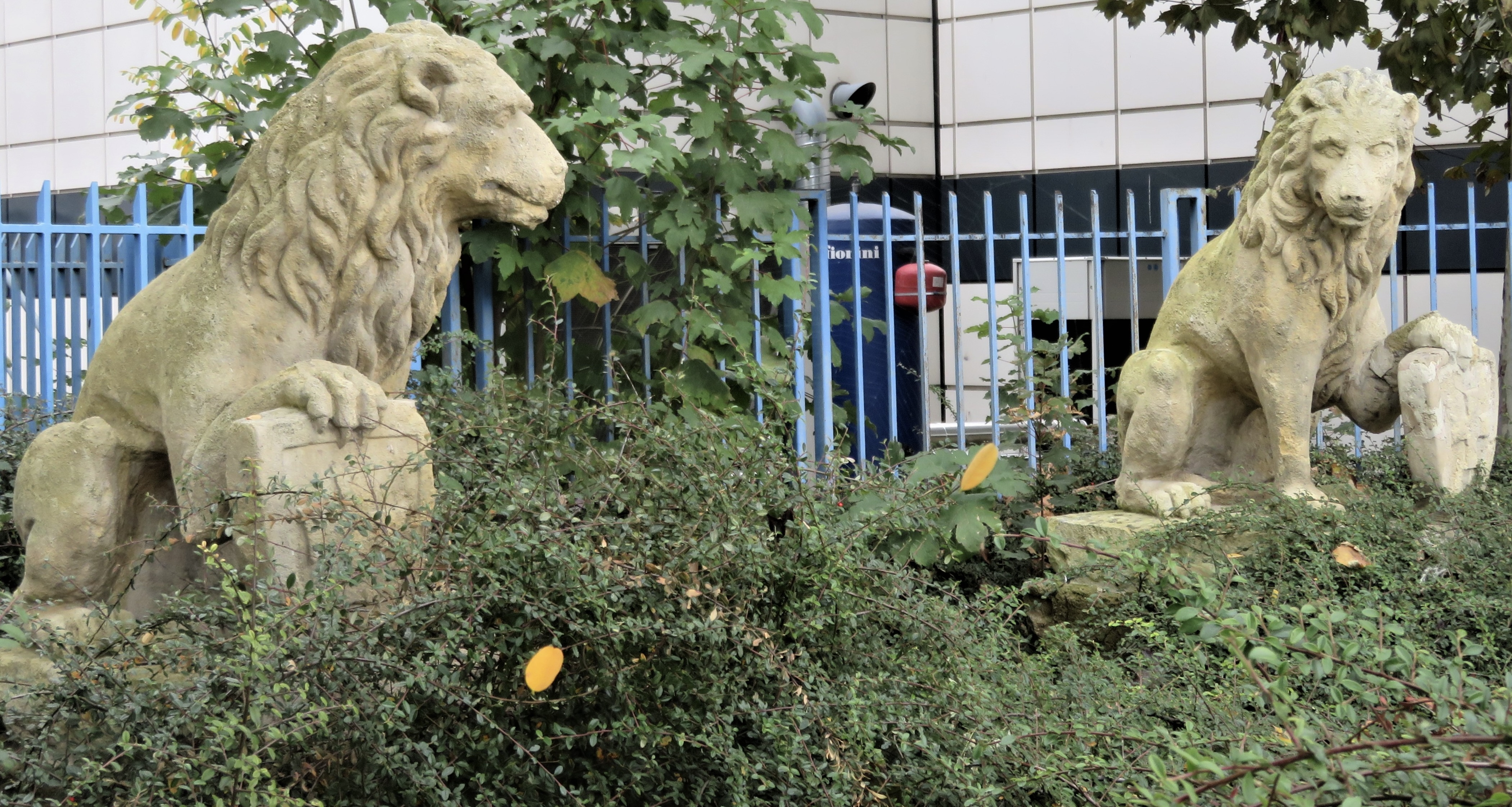
Lions de Bercy au bord du quai de Bercy

Son nom est dû à deux statues de lions placées au bord de la terrasse du parc du château de Bercy qui surplombait le quai de Seine, de part et d’autre de la grande allée de ce parc dans l’axe du château.
La rue aboutissait au port aux lions ainsi nommé pour cette raison.
Les deux statues ont été déplacées au bord du quai de Bercy, entre la rue du Port-aux-Lions et la rue de l’Arcade.

## Historique

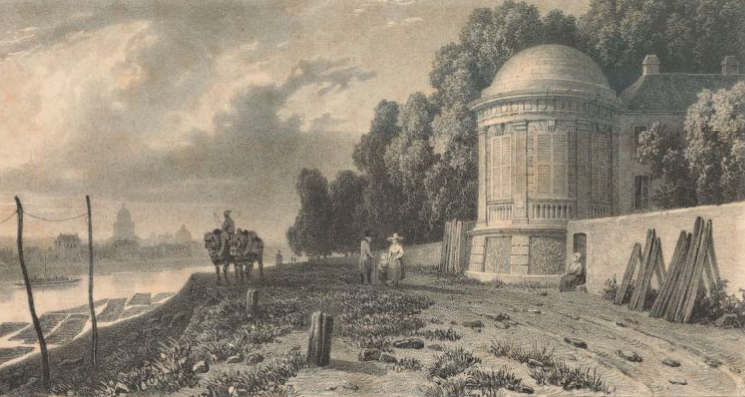
Pavillon de la calotte

La rue est à l'emplacement d'un ancien chemin qui formait la limite du parc du château de Bercy depuis la cession en 1785 par son propriétaire à l'archevêque de Paris Antoine-Éléonor-Léon Leclerc de Juigné d’une parcelle de terrain entre la rue de l’Arcade et la rue du Port-aux-Lions pour en faire le jardin potager du château de Conflans.
L’archevêque y avait fait construire à l'angle de sa propriété en bordure du chemin longeant la Seine un petit pavillon circulaire, surnommé Pavillon de la Calotte en raison de la forme de sa toiture, détruit au cours des années 1860.
De 1790 à 1859, le chemin était à l’intérieur de l’ancienne commune de Bercy, la limite communale  avec Charenton ayant été fixée à celle du domaine du château de Bercy avant 1785. Cet emplacement est  inclus dans le territoire de Charenton  lors de la suppression de la commune de Bercy en 1859. Il était également à la limite sud-est des terrains acquis en 1861 par la compagnie du Parc de Bercy pour y établir des magasins généraux  et entrepôts de vins.
En 1869, la Compagnie du PLM viabilise le chemin pour établir un accès à la gare de marchandises, établie à cette date sur une partie des terrains de l’ancien parc et relier la gare à la Seine.